# Ем (Вијена)
Ем (фр. Haims) насеље је и општина у западној Француској у региону Поату-Шарант, у департману Вијена која припада префектури Монморијон.
По подацима из 2011. године у општини је живело 236 становника, а густина насељености је износила 7,32 становника/km². Општина се простире на површини од 32,25 km². Налази се на средњој надморској висини од 157 метара (максималној 152 m, а минималној 92 m).

## Демографија
| 1962. | 1968. | 1975. | 1982. | 1990. | 1999. | 2011. |
| ----- | ----- | ----- | ----- | ----- | ----- | ----- |
| 366   | 426   | 326   | 283   | 226   | 233   | 236   |

График промене броја становника у току последњих година